# Hilary Mantel
Dame Hilary Mary Mantel (Glossop, 6 luglio 1952 – Exeter, 22 settembre 2022) è stata una scrittrice e critica letteraria britannica, le cui opere includono romanzi storici, memorie personali e racconti. Fu la prima donna a vincere per due volte il prestigioso Booker Prize: nel 2009 col romanzo Wolf Hall e nel 2012 con Bring Up the Bodies.

## Biografia
Laureata in Giurisprudenza presso l'Università di Sheffield nel 1973, visse in Botswana e in Arabia Saudita.
Nel 1975 iniziò a comporre un romanzo storico ambientato al tempo della Rivoluzione Francese, che concluse nel 1979, ma esso fu rifiutato dagli editori; solo nel 1992 A Place of Greater Safety venne finalmente pubblicato.
Scrisse dodici romanzi, due raccolte di racconti e un libro di memorie. Numerosi anche gli articoli e commenti, distinguendosi per le posizioni polemiche assunte su vari argomenti politici, sul ruolo della monarchia e della famiglia reale Windsor in Gran Bretagna, sebbene avesse accettato l'onorificenza di Dama dell'Impero Britannico (DBE), oltre che sulla religione cattolica. Dopo la vittoria del referendum per l'uscita del Regno Unito dall'Unione Europea nel giugno 2016, dichiarò di voler diventare irlandese per "restare europea", ma poi non mise in pratica il proposito.
La Mantel vinse il Booker Prize due volte: la prima nel 2009 per Wolf Hall, il romanzo storico incentrato sull'ascesa al potere di Thomas Cromwell alla corte di Enrico VIII d'Inghilterra; poi nel 2012 per il secondo volume della trilogia, Bring Up the Bodies. La terza parte della trilogia, The Mirror & the Light, fu candidata anch'essa al premio, ma non lo vinse.

## Opere

### Romanzi
- Serie Every Day is Mother's Day:
  - Every Day is Mother's Day: Chatto & Windus, 1985
  - Vacant Possession: Chatto & Windus, 1986
- Otto mesi a Ghazzah Street (Eight Months on Ghazzah Street, 1988), trad. di Giuseppina Oneto, Roma, Fazi, 2017.
- Padre Fludd (Fludd, 1989), trad. di Massimo Bocchiola, Le vespe, 2002
- A Place of Greater Safety: Viking Press, 1992
  -  La storia segreta della Rivoluzione francese, traduzione di Giuseppina Oneto, Collana Le strade n.546, Roma, Fazi, 2023, ISBN 979-12-596-7468-5. [edizione in unico volume]
    - La storia segreta della rivoluzione, trad. di G Oneto, Fazi, 2014.
    - Un posto più sicuro, trad. di G. Oneto, Fazi, 2014.
    - I giorni del terrore, trad. di G. Oneto, Fazi, 2015.
- A Change of Climate: Viking Press, 1994
- Un esperimento d'amore (An Experiment of Love, 1995), trad. di Giuseppina Oneto, Roma, Fazi, 2021
- Il gigante O'Brien (The Giant, O'Brien, 1998), trad. di Maria Teresa Marenco, Le vespe, 2000
- Al di là del nero (Beyond Black, 2005), trad. di Giuseppina Oneto, Roma, Fazi, 2016

- Serie di Thomas Cromwell:
  - Wolf Hall (2009), trad. di Giuseppina Oneto, Roma, Fazi, 2011
 vincitore del Booker Prize
  - Anna Bolena, una questione di famiglia (Bring Up the Bodies, 2012), trad. di Giuseppina Oneto, Postfazione di Roberto Bertinetti, Roma, Fazi, 2013, ISBN 978-88-641-1993-9
 vincitore del Booker Prize
  - Lo specchio e la luce  (The Mirror and the Light, 2020), trad. di Giuseppina Oneto e Stefano Tummolini, Roma, Fazi, 2020

### Raccolte di racconti
- Learning to Talk, Fourth Estate, 2003.
- The Assassination of Margaret Thatcher, Fourth Estate, 2014.

### Memorie
- I fantasmi di una vita (Giving Up the Ghost, 2003), trad. di Susanna Basso, Torino, Einaudi, 2006; Roma, Fazi, 2021.